# HD 923
HD923 є  хімічно пекулярною зорею спектрального класу
A6 й має видиму зоряну величину в
смузі V приблизно  8.6.
Вона знаходиться у сузір'ї Скульптор й розташована на відстані близько 800 світлових років від Сонця.